# Magione di Rusovce
La magione di Rusovce, conosciuta anche come villa Rusovce oppure maniero di Rusovce (in slovacco Rusovský kaštieľ, in ungherese Oroszvár kastélya e in tedesco Schloss Karlburg) è un edificio storico situato nell'omonimo sobborgo di Bratislava, la capitale della Slovacchia. La magione fu costruita nel 1840 laddove esisteva un maniero del 1521 che includeva una struttura medievale.
La facciata ha uno stile Windsor-neogotico ed è abbellita da un giardino all'inglese. La proprietà copre una superficie di 24 km2 su entrambe le sponde del Danubio.
Nel Novecento la tenuta passò nelle mani nel principe ungherese Elemer Lonyay, marito della principessa Stefania del Belgio, vedova del principe Rodolfo dell'Impero austro-ungarico. La coppia visse nella magione fino agli inizi del 1945. Lonyay, deceduto a Budapest nel 1946, lasciò la magione all'Ordine dei Benedettini, che aveva offerto asilo a lui e alla moglie (nell'abbazia di Pannonhalma) durante le ultime settimane della Seconda guerra mondiale.
Con i Trattati di Parigi del 1947 l'Ungheria dovette cedere questo territorio alla Cecoslovacchia e l'allora governo comunista si impossessò della proprietà terriera nel 1948. Il governo slovacco gestisce, oggi, la struttura, che non è sempre aperta al pubblico. Lo stesso governo, inoltre, si è rifiutato di restituire la magione ai Benedettini, i quali si erano rivolti, invano, alla corte costituzionale slovacca affinché chiedesse l'intervento della Corte europea di giustizia.
Attualmente è in corso un progetto di completa ristrutturazione, da ultimarsi entro il 2023, ed è chiusa al pubblico.